# Jardín Botánico de Alaska
El Jardín Botánico de Alaska o en inglés: Alaska Botanical Garden es un jardín botánico de 44.5 hectáreas (110-acres) de extensión, que se encuentra en Anchorage, estado de Alaska, EE. UU.
El código de identificación del Alaska Botanical Garden como miembro del "Botanic Gardens Conservation Internacional" (BGCI), así como las siglas de su herbario es ALAA.

## Localización
Alaska Botanical Garden, 4601 Campbell Airstrip Road, P.O. Box 202202, Anchorage, Alaska 99520 United States of America-Estados Unidos de América.
Planos y vistas satelitales.61°10′40.2132″N 149°45′32.2416″O / 61.177837000, -149.758956000
- Promedio anual de lluvias: 399 mm
- Altitud: 44.00 m s. n. m.

Está abierto todo el año y cobran una tarifa por su visita.

## Historia
El jardín botánico abrió sus puertas al público en 1993. 

## Colecciones
El terreno del jardín consiste principalmente en un bosque de abetos y abedules, y como jardín propiamente se encuentra acondicionado el 10%. 
Dentro del jardín se ven con frecuencia a componentes de la fauna de la zona tales como alces y a veces osos.
En este jardín podemos encontrar unas 1.100 especies de plantas perennes resistentes, y 150 especies de plantas nativas. 
El jardín botánico de Alaska es el lugar más apropiado donde experimentar la explosión de abundancia vegetal, que se produce durante el verano, la estación de crecimiento vegetal ártica y aprender sobre la flora de la parte sureña de la Alaska central.
Sus colecciones de plantas se agrupan como:
- Jardín de hierbas
- Rocalla con unos 350 tipos de plantas alpinas
- Sendero de flores silvestres
- Sendero de Naturaleza de la Familia Lowenfels de 1.8 kilómetros.